# 國司
國司是日本古代地方一級行政單位令制國的行政官僚，由朝廷派遣赴任，分為守、介、掾、目四等官。因為郡的官吏（郡司）通常是以當地有力豪族擔任，所以中央設置國司以為管轄。國司於國衙執行政務，包含祭祀、行政、司法、軍事都掌有大權。

## 國等級區分
各令制國以在政治、經濟等的国力強弱為基準，可分為大國、上國、中國、下國四等，因此各令制國的国司官位等級也依此有別。另外，因為桓武天皇的皇子頗多，為了封予，所以設置了只由親王出任國司的「親王任国」。
- 大國（13國）

大和國、河內國、伊勢國、武藏國、上總國、下總國、常陸國、近江國、上野國、陸奧國、越前國、播磨國、肥後國
※其中親王任國為上總國、常陸國、上野國。
- 上國（35國）

山城國、攝津國、尾張國、三河國、遠江國、駿河國、甲斐國、相模國、美濃國、信濃國、下野國、出羽國、加賀國、越中國、越後國、丹波國、但馬國、因幡國、伯耆國、出雲國、美作國、備前國、備中國、備後國、安藝國、周防國、紀伊國、阿波國、讚岐國、伊予國、豐前國、豐後國、筑前國、筑後國、肥前國
- 中國（11國）

安房國、若狹國、能登國、佐渡國、丹後國、石見國、長門國、土佐國、日向國、大隅國、薩摩國
- 下國（9國）

和泉國、伊賀國、志摩國、伊豆國、飛驒國、隱岐國、淡路國、壹岐國、對馬國、琉球國